# Деяния современных королей франков
Деяния современных королей франков (лат. Hugonis Floriacensis liber qui modernorum regum Francorum continet actus) — составленное около первой половины 20-х годов XII века Гуго из Флёри сочинение об истории Французского королевства. Охватывает период с начала X века до 1108 года.

## Издания
- Hugonis Floriacensis liber qui modernorum regum Francorum continet actus, ed. G. Waitz // Monumenta Germaniae Historica, Scriptores. — Band 9. — Hannover, 1851. — pp. 376-395[1].

## Переводы на русский язык
- Деяния современных королей франков в переводе В. В. Андерсена и Д. А. Василенко на сайте Восточная литература